# Passalus interstitialis
Passalus interstitialis là một loài bọ cánh cứng trong họ Passalidae.

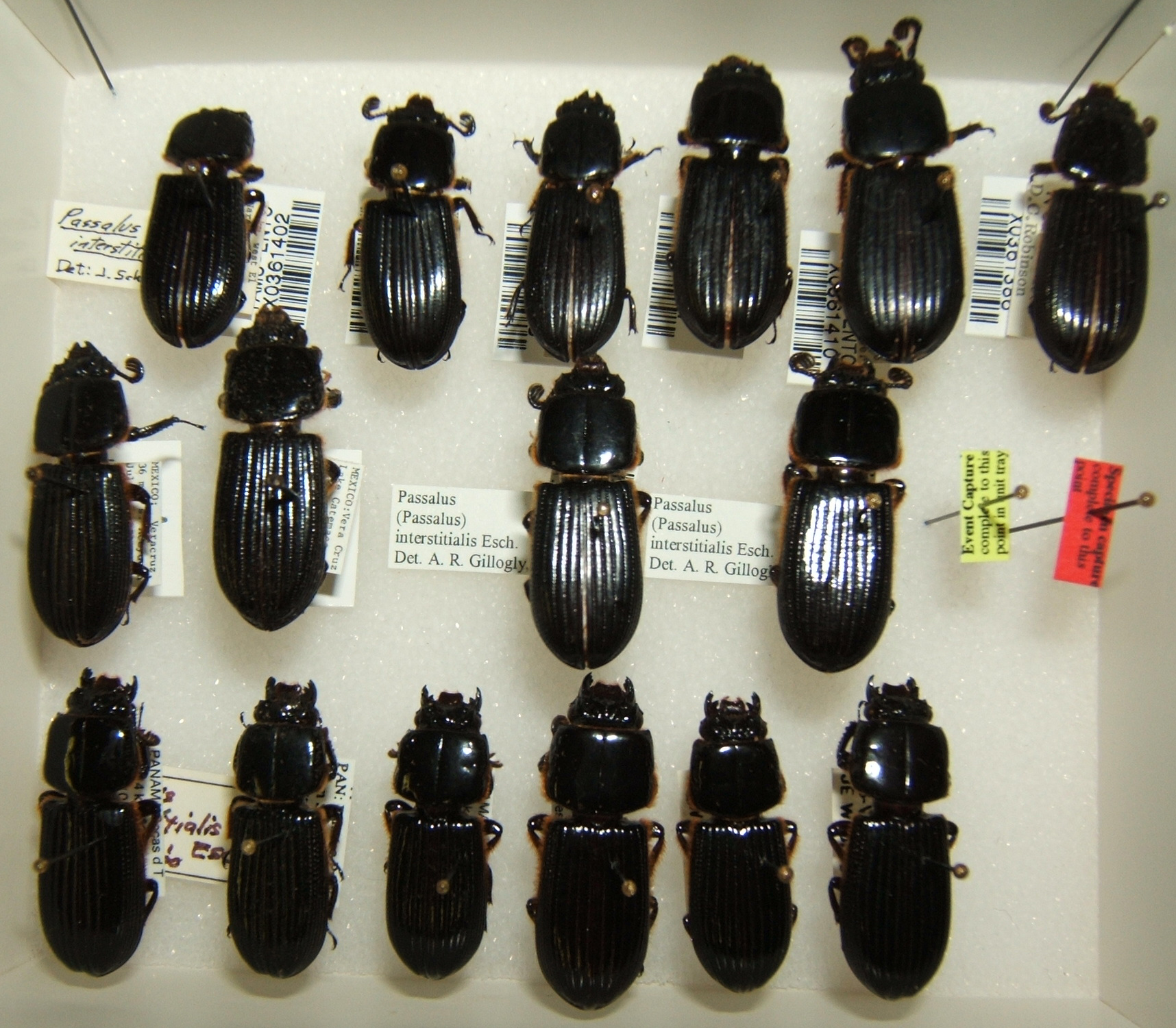
Specimen collection